# Morte di Manuela Murgia
La morte di Manuela Murgia avvenne il 4 febbraio 1995, dopo che era scomparsa quella stessa mattina. Quel giorno fu vista l'ultima volta uscire di casa intorno alle 12 e il suo cadavere fu rinvenuto il giorno successivo, nella gola del canyon di Tuvixeddu. Nonostante la Procura di Cagliari abbia archiviato il caso come suicidio, la famiglia della ragazza ha sempre sostenuto l'ipotesi di omicidio con violenza sessuale.

## Storia

Manuela Murgia in una foto diffusa dalla stampa all'epoca

Emanuela Murgia, detta Manuela (nata a Cagliari il 24 agosto 1978) abitava nel quartiere cagliaritano di Is Mirrionis assieme ai genitori, al fratello maggiore Marcello e alle sorelle minori Anna ed Elisabetta. Dopo la morte di Manuela è nato il fratello Gioele.  La famiglia si era trasferita da circa un anno a Cagliari. Prima abitava in un paese vicino, Monserrato. Nell'estate 1994 si fidanzò con un ragazzo di otto anni più grande, Enrico Astero, che tuttavia nei mesi successivi cominciò a trattare Manuela in modo freddo e superficiale causando nella ragazza disagio e un comportamento sempre più chiuso. La mattina del 4 febbraio 1995, mentre Anna ed Elisabetta erano uscite per andare a scuola, la madre di Manuela andò a lavoro portandosi dietro la sua nipotina di dieci anni a cui doveva badare quel giorno. Manuela, intanto, era rimasta a casa con il padre poiché da pochi mesi la ragazza aveva momentaneamente abbandonato gli studi. La madre, però, rincasò dopo poco poiché la nipotina non voleva stare con lei a lavoro quindi decise di lasciarla a Manuela. Una volta tornata a casa, scoprì che Manuela aveva nascosto dei vestiti appena usati sotto le coperte: interrogata su cosa avesse fatto, la ragazza non disse nulla e la madre rimandò la discussione alla sera perché doveva tornare a lavoro. Manuela fu dunque lasciata da sola in cucina con la cuginetta, mentre il padre era in bagno. Appena uscito dal bagno intorno alle 12, però, il padre notò che Manuela non era più in casa e che era sparita nel nulla: l'uomo si accorse anche che prima di uscire, Manuela aveva lasciato la casa in disordine frugando dappertutto come se stesse cercando qualcosa. Appena rientrata dal lavoro, la madre apprese della scomparsa di Manuela e insieme al resto della famiglia fece subito partire le ricerche.
Un elemento che allarmò ulteriormente i familiari di Manuela fu notato dalla sorella Elisabetta, che sul tavolo della cucina vide alcuni oggetti non banali lasciati dalla sorella: il telefono di casa (un cordless che solitamente stava nella camera dei genitori), il suo beauty aperto con fuori il suo rossetto rosso e il suo profumo. Sempre fuori posto, appoggiato al letto anziché sulla parete, vi era un quadretto raffigurante Gesù dove Manuela nascondeva i suoi soldi. Le forze dell'ordine furono subito allertate, ma inizialmente si pensò ad un allontanamento volontario. Nelle ore successive emerse la testimonianza di una vicina di casa della famiglia Murgia, che sosteneva di aver visto Manuela intorno alle 12 mentre saliva su un'auto blu. Altri testimoni dissero di aver visto Manuela intorno alle 10 del mattino non lontano da casa sua e in un'occasione mentre era alle poste, ferma in piedi come se stesse aspettando qualcuno. Nelle ore successive, la famiglia Murgia ricevette telefonate anonime dove veniva loro detto "Manuela è morta" insieme ai nomi dei presunti assassini e venivano minacciati in vari modi. Intorno alle 12 del 5 febbraio, il corpo senza vita di Manuela fu trovato nel canyon di Tuvixeddu dopo che un uomo, rimasto anonimo, aveva chiamato il 113 dicendo di aver scoperto un cadavere mentre stava facendo una passeggiata con il suo cane. Il cadavere presentava lividi e varie ferite, tra cui evidenti segni rossi sul collo compatibili con uno strangolamento e un rivolo di sangue che andava dalla narice fino all'orecchio. La sua schiena presentava varie lesioni puntiformi, ciononostante il maglioncino che indossava era intatto e ben riposto all’interno dei pantaloni, benché all’interno vi fosse del terriccio. Gli inquirenti si convinsero subito che si trattasse di omicidio, ma dopo pochi giorni le indagini cambiarono drasticamente direzione e venne dichiarato che Manuela si era tolta la vita. Al riguardo, gli inquirenti dissero alla famiglia Murgia che la tesi del suicidio stava venendo sostenuta solo per fermare il clamore mediatico e permettere alle indagini di proseguire con più tranquillità.
Tuttavia, tale ipotesi divenne per gli investigatori presto realtà tanto che nel 1997 si arriverà alla totale archiviazione del caso come probabile suicidio a seguito dell’esito dell’autopsia. Secondo gli inquirenti, il 4 febbraio Manuela uscì di casa per poi recarsi al canyon di Tuvixeddu e togliersi la vita gettandosi da un'altezza di circa 20 metri.

## Indagini
L'autopsia sul corpo di Manuela stimò che il decesso era avvenuto presumibilmente tra le 18 e le 20 del 4 febbraio, inoltre nello stomaco venne trovato del semolino che la ragazza aveva probabilmente mangiato intorno alle 15. L'analisi sul cadavere di Manuela rivelò diverse tracce biologiche sui suoi indumenti, tracce che però non furono mai analizzate: le suole si presentavano pulite, il che faceva pensare che probabilmente Manuela non si era recata da sola al canyon. Al momento del ritrovamento, Manuela indossava dei pantaloni con un altro paio di jeans sopra, la cui cintura era stata tagliata di netto in due punti, benché inserita all’interno delle asole: il dettaglio dei leggings sotto i jeans, secondo la sorella, è dovuto al fatto che Manuela fosse uscita di fretta e non avesse avuto il tempo di cambiarsi, per cui si era messa due paia di pantaloni perché voleva tornare a casa presto. 
Si ipotizzò che Manuela, poco prima di uscire, abbia ricevuto una telefonata da qualcuno e ciò era testimoniato anche dal fatto che sul tavolo della cucina Manuela avesse lasciato proprio il telefono di casa assieme ad altri suoi oggetti personali. Questa ipotesi però non fu mai verificata, perché alla famiglia Murgia non fu mai permesso di controllare i tabulati telefonici anche in seguito alle telefonate minatorie ricevute. L'analisi sul luogo del ritrovamento, invece, rivelò che per giungere al punto di lancio, che si trova nella parte alta del canyon, Manuela avrebbe dovuto attraversare i giardini di due abitazioni private, peraltro custodite da cani di grossa taglia, e scavalcare una doppia rete metallica in filo spinato, alta più di un metro e mezzo. Non solo, questa rete metallica fu ritrovata intatta e abbassata dagli inquirenti per ricavarsi un varco. Nel fondo del canyon, inoltre, proprio in prossimità del cancello da cui vi è l’ingresso nella parte bassa, furono trovati alcuni oggetti appartenenti a Manuela come il suo portamonete e un fazzoletto macchiato del suo rossetto: questi oggetti, però, erano troppo lontani dal corpo di Manuela che giaceva a metri 243 da via Is Maglias e a 162 metri dal cancello di ingresso. Il portamonete era distante dal corpo di metri 155,80 e dal cancello metri 18.50 e il fazzoletto distante dal corpo metri 143,50 e dal cancello metri 6.20. Questo fece solo aumentare i sospetti e dubbi della famiglia sulla ipotesi della precipitazione in luogo di quella evidente che il corpo di Manuela fosse stato trascinato esamine da qualcuno in basso al canyon. Infine, sulla schiena della ragazza vennero trovate diverse lesioni e ferite nonostante il cadavere fosse stato trovato a faccia in giù sul terreno. Malgrado tutte queste prove portate dalla famiglia di Manuela per sostenere la tesi dell'omicidio, nell'autopsia sul corpo della ragazza si legge testualmente: 
"I dati a disposizione per la valutazione medico-legale dell'evento non permettono di accertare con sufficiente fondatezza la natura dell'evento; tuttavia è più verosimile una dinamica accidentale ovvero suicidaria."
Il 23 maggio 1997 il pubblico ministero del Tribunale di Cagliari archiviò definitivamente il caso come probabile suicidio, lasciando aperta l’ipotesi dell’omicidio o dell’incidente. Durante le indagini fu sequestrato il diario di Manuela, dove la ragazza annotava ogni suo segreto, ma non fu mai restituito alla famiglia e ad oggi non è noto cosa ne sia stato fatto. 

## Riaperture del caso
Un primo tentativo di riapertura del caso arrivò nel 2012 da parte della famiglia Murgia che non ha mai smesso di sostenere che Manuela fosse stata uccisa. I testimoni di diciassette anni prima furono nuovamente ascoltati e vennero condotte nuove ricerche, ma le piste percorse dagli inquirenti furono le stesse del 1995 e nel febbraio 2013 il caso venne nuovamente archiviato. Nel 2023 il fratellino Gioele decide di aprire una pagina Facebook e una Instagram per far conoscere a tutti la triste storia dell’amata sorella scomparsa. Pagine social gestite unitamente alle sorelle Elisa e Anna, che in poco tempo hanno raggiunto migliaia di follower. Dopo aver ingaggiato un team di criminologi, avvocati, periti e medici legali, sempre nel 2023 la famiglia Murgia chiese una nuova riapertura del caso presentando una nuova serie di prove. Una di queste fu la cosiddetta "prova del manichino", una perizia cinematica volta a stabilire la dinamica della presunta caduta di Manuela. Venne scoperto che in realtà Manuela sarebbe dovuta cadere da 35 metri di altezza (non 20 come sostenuto dagli inquirenti) e che avrebbe dovuto riportare importanti danni agli arti, mentre invece il cadavere non riportava alcun tipo di frattura o ferita a zone come la spina dorsale, il cranio o lo sterno. La polizia scientifica scoprì anche segni di trascinamento sul corpo di Manuela, inoltre il suo cappotto era perfettamente pulito al contrario del maglione sotto, che invece era sporco. Nel giugno 2024 è stata presentata un'altra istanza di riapertura del caso, richiesta però respinta appena due mesi dopo poiché le prove furono ritenute insufficienti per iniziare una nuova indagine. 
Pochi mesi dopo, uno youtuber che aveva trattato del caso di Manuela sul suo canale ricevette una e-mail anonima dove veniva descritto cosa fosse successo esattamente: secondo l'anonimo utente, Manuela non era stata uccisa né si era suicidata, ma era morta in seguito a una caduta accidentale dopo aver consumato un rapporto sessuale con il suo nuovo fidanzato nel canyon di Tuvixeddu. Sempre secondo l'utente, che si è dichiarato appassionato di crimini e delitti, Manuela sarebbe caduta di schiena e questo spiegherebbe le ferite su suddetta parte del corpo, poi si sarebbe rialzata ma la perforazione di un polmone dovuta alla caduta, avrebbe causato un mancamento facendo cadere Manuela a faccia in giù, e ciò spiegherebbe la posizione in cui è stato ritrovato il cadavere. Tuttavia, tale spiegazione, ha lasciato ancora molti dubbi alla famiglia Murgia e non ha mai trovato riscontro. Lo YouTuber destinatario dell'e-mail, ha provato a chiedere all'utente ulteriori informazioni senza però ricevere risposta. Poco dopo, il video che trattava il caso di Manuela è stato segnalato per motivi di copyright e bloccato su tutte le piattaforme. 
Successivamente, fu diffusa la notizia che i vestiti di Manuela erano scomparsi misteriosamente. A ritrovarli sono stati gli inquirenti a seguito di diverse istanze della famiglia Murgia, istanze che hanno portato al ritrovamento degli indumenti di Manuela nel vecchio istituto di medicina legale in via Porcell a Cagliari. Il 13 marzo 2025, durante la trasmissione Detectives - Casi risolti ed irrisolti diretta e condotta dal Dott. Giuseppe Rinaldi in collaborazione con la Polizia di Stato e il giornalista Marcello Polastri, nella quale era stata ricostruita con gli atti ufficiali la triste vicenda di Manuela Murgia, il capo della squadra mobile Dott. Emanuele Fattori dichiarava che l’istanza presentata a gennaio 2025 dai legali della famiglia Murgia (Bachisio Mele, Maria F. Marras e Giulia Lai), corredata dalle consulenze dell’ingegner dott. Stefano Ferrigno e del medico legale dott. Roberto Demontis, era stata accolta e che vi erano in corso delle nuove indagini. Il 30 maggio 2025 Enrico Astero, ex fidanzato di Manuela, ha ricevuto un avviso di garanzia ed è stato iscritto nel registro degli indagati per omicidio volontario. L'analisi dei reperti, prevista per il giugno dello stesso anno, è stata rinviata di alcune settimane dopo che Marco Fausto Piras, avvocato difensore di Astero, ha presentato richiesta di incidente probatorio. Secondo la perizia del medico legale Roberto Demontis, Manuela è stata prima abusata sessualmente poi investita da un'auto, quindi l'assassino (o gli assassini) ha trascinato il suo cadavere fino al luogo del ritrovamento.